# Schalwa Natelaschwili

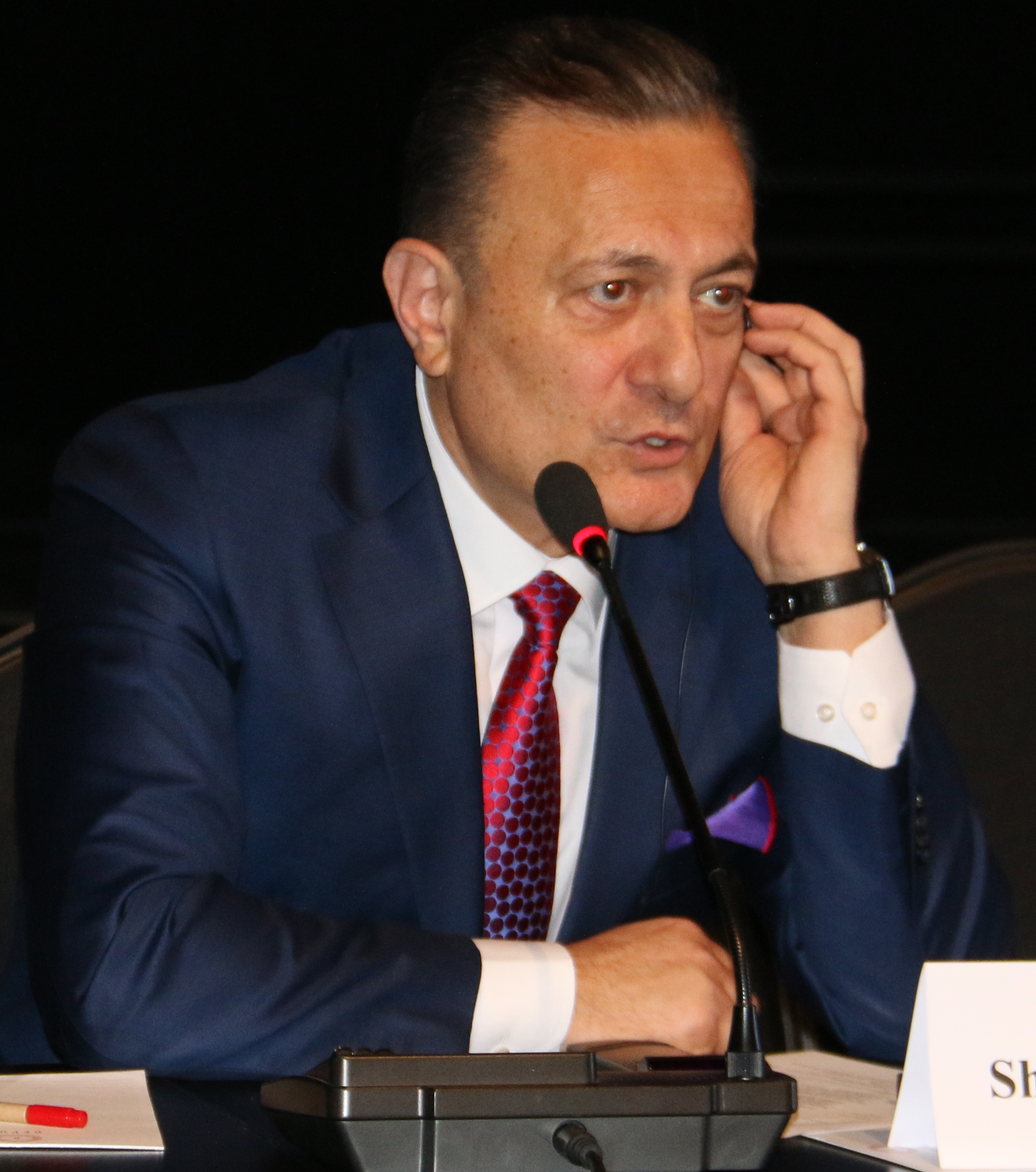
Schalwa Natelaschwili, 2018

Schalwa Natelaschwili (georgisch შალვა ნათელაშვილი; * 17. Februar 1958 in Pasanauri, Munizipalität Duscheti, Mzcheta-Mtianeti, Georgische SSR) ist ein georgischer Politiker und Rechtsanwalt. Natelaschwili ist Vorsitzender der georgischen Arbeiterpartei.

## Leben
1981 schloss er ein Studium der Rechtswissenschaft an der Staatlichen Universität Tiflis ab. Anschließend arbeitete er als Staatsanwalt und leitender Staatsanwalt. 1989 absolvierte er ein Aufbaustudium an der Diplomatischen Akademie des sowjetischen Außenministeriums in Moskau, wurde Chef der Auslandsabteilung der georgischen Staatsanwaltschaft.
Er war Mitglied der KPdSU und hauptamtlicher Parteisekretär. 1992 und 1995 wurde er Mitglied des georgischen Parlaments, war Mitglied des parlamentarischen Rechtsausschusses, arbeitete am Entwurf der georgischen Verfassung mit. 1995 gründete er die Georgische Arbeiterpartei, wurde ihr Vorsitzender. Bei den Parlamentswahlen 1999 scheitert seine Partei mit 6,82 % der Stimmen an der Sieben-Prozent-Hürde. Bei der Wahl 2004 verfehlte er erneut den Einzug in das Parlament.
Während der Rosenrevolution im November 2003 stellte er sich gegen den Aufstand. 2004 verschärfte Natelaschwili den fundamentaloppositionellen Kurs mit antisemitischen Klischees, rief die Bevölkerung zum zivilen Ungehorsam gegen die Regierung auf. Er warnte vor einer angeblichen Bedrohung Georgiens durch amerikanische, jüdische und armenische Lobbys, die dem Land Kultur, Religion, Glaube und Erziehung nehmen wollten. Viele Parteimitglieder verließen daraufhin die Partei.
Ebenfalls im Jahr 2007 traf Natelaschwili Martin Sonneborn, den Chef der deutschen satirischen Kleinpartei Die PARTEI, im Rahmen einer Satiresendung, die er jedoch nicht als Satire erkannte und mit der besagten deutschen Partei ein Abkommen schloss, worüber im georgischen Fernsehen berichtet wurde.
Im November 2007 gab die georgische Staatsanwaltschaft bekannt, dass gegen Natelaschwili wegen Spionageverdachtes zugunsten Russlands ermittelt würde. Es lägen Aufzeichnungen von entsprechenden Gesprächen mit russischen Diplomaten vor. Schalwa Natelaschwili soll daraufhin um Asyl in den Vereinigten Staaten von Amerika bei dem amerikanischen Botschafter nachgesucht haben.
Bei den vorgezogenen Präsidentschaftswahlen im Januar 2008 trat er als Kandidat der Arbeiterpartei an und erreichte 13 % der Stimmen.
Im Juni 2008 bat Natelaschwili Javier Solana, den Hohen Vertreter für die Gemeinsame Außen- und Sicherheitspolitik der Europäischen Union, um politisches Asyl. In der Begründung hieß es, Georgien werde von Spezialkräften regiert und es unmöglich sei, von Demokratie zu träumen.
Natelaschwili überlebte einige Attentatsversuche, darunter eine Explosion im November 2010 in der Zentrale seiner Arbeiterpartei. Dabei wurde Nino Gordeziani, ein politischer Aktivist getötet und ein Wärter verletzt. Natelaschwili beschuldigte Micheil Saakaschwili, hinter dem Anschlag zu stehen und bezeichnete ihn als „Terroristen“.
Natelaschwili ist mit Bela Alania verheiratet und hat zwei Kinder.